# Rin'
Rin' é um grupo j-pop música pop japonesa combinando instrumentos tradicionais japoneses com padrões da música pop ocidental, criando uma música com texturas delicadas e ritmo pop. O trio feminino grupo se formou na renomada Universidade Nacional de Artes e Música de Tokyo em 2003. A banda estreou em Dezembro de 2003, no Meguro, Tokyo Gajoen, e em abril de 2004 lançou o seu primeiro single, "Sakitama,"  pelo selo avex trax.
Chie Arai e Mana Yoshinaga tocam koto, sangen, e jushichi-gen, enquanto Tomoca Nagasu toca biwa e shakuhachi. As três são vocalistas.
Conforme entrevista na NHK japonesa, o nome Rin' é uma corruptela do inglês 'ring', anel que  em japonês se pronuncia em  Wa Wa (輪).  Wa (和), escrito de outra forma, também,  significa 'estilo japonês' assim rin' pode conter o significado de 'ring', anel e 'estilo japonês'), fechando o círculo.
Desde a estréia a banda tem tocado pelo mundo divulgando a sonoridade dos instrumentos japoneses, e tendo a sua música utilizada em diversos animes e filmes. A banda teve a honra de abrir o concerto oficial da abertura das comemorações dos 100 anos da imigração japonesa no Brasil.
Seu último álbum, Inland Sea, foi lançado internacionamente na Europa e nos Estados Unidos em 25 de abril de 2006 e no Japão em 30 de agosto de 2006, tendo como convidadas Leigh Nash  e Lisa Loeb.

## Membros
| Membros - Mana (Mana Yoshinaga) - Tomoca (Tomoca Nagasu) - Chie (Chie Arai) | Instrumentos Vocais, koto, sangen, jushichi-gen Vocais, biwa, shakuhachi Vocais, koto, sangen, jushichi-gen |

## Discográfia

### Singles
1. 吉永真奈（Mana Yoshinaga)Sakitama (Sakitama～幸魂～) (7 de Abril, 2004)
  1. Sakitama (Sakitama～幸魂～)
  2. Jikū (Instrumental) (時空(Instrumental))

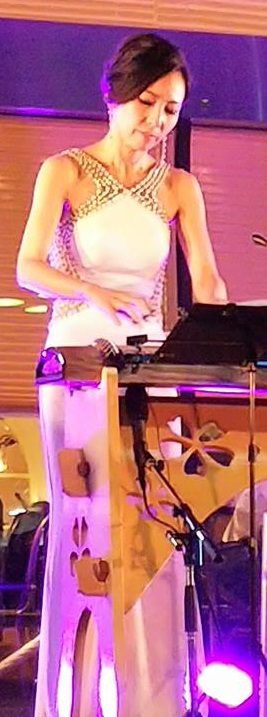
吉永真奈（Mana Yoshinaga)

  3. Sakitama (Instrumental) (Sakitama～幸魂～(Instrumental))
2. Yachiyo no Kaze (八千代ノ風) (30 de Junho, 2004)
  1. Yachiyo no Kaze (八千代ノ風)
  2. Release
  3. Yachiyo no Kaze (Instrumental) (八千代ノ風(Instrumental))
  4. Release(Instrumental)
3. Sakura Sakura (サクラ サクラ) (20 de Abril, 2005)
  1. Sakura Sakura (サクラ サクラ)
  2. Sakura Sakura (instrumental com shakuhachi e shamisen) (サクラ サクラ(Instrumental com 尺八・三味線))
4. Yume hanabi (夢花火) (31 de Agosto, 2005)
  1. Yume hanabi -Rin' 3 peças- (夢花火 -Rin' 3 peças-)
  2. Yume hanabi (夢花火)
  3. Flashback -Rin'Version-
  4. Yume hanabi -Instrumental- (夢花火 -Instrumental-)

### Álbuns
1. Jikū (時空) (12 de Maio, 2004)
  1. Jikū (時空)
  2. Sakitama (Sakitama～幸魂～)
  3. Yachiyo no Kaze (八千代ノ風)
  4. Fuhen (普遍) (tema final do Anime Samurai 7)
  5. Miyabi (雅)
  6. weakness
  7. Dōshin (道心)
  8. Smile on-English ver.-
  9. Will
  10. Sai no Kami (サイの神)
  11. Eternal
2. Asuka (飛鳥) (29 de Setembro, 2004)
  1. Asuka (飛鳥)
  2. Bibō no Kuni (美貌の國)
  3. THE GRACE
  4. Kamen (仮面)
  5. Kurenai (紅)
  6. innocence
  7. Kochō no Yume (胡蝶之夢)
  8. Nomado
  9. Kagami Tsuki (鏡月)
  10. Tenka (天華)
  11. Hanafubuki (花吹雪)
  12. Ashita Kagawa (明日香川)
  13. Sarasōju (沙羅双樹)
  14. Hanging in there
3. ～Rin' Christmas Cover Songs～ Seiya (～Rin' Christmas Cover Songs～聖夜) (14 de Novembro, 2004)
  1. Happy Xmas (War Is Over)
  2. Last Christmas
  3. Rin' Xmas Medley ~ Silent Night / 赤鼻のトナカイ / I Saw Mommy Kissing Santa Claus / Jingle Bells / We Wish You a Merry Xmas / Silent Night
  4. Koukyōkyoku Daikyūban (交響曲 第九番)
  5. Christmas Eve (クリスマス・イブ)
  6. Merry Christmas Mr.Lawrence
  7. White Christmas
  8. In My Life (※初回限定版のみボーナストラック)
4. Utage uta/Sakura Sakura (宴歌（うたげうた）/さくら さくら) (Live album, 30 de Março, 2005)
5. Inland Sea (U.S./Europa 25 de Abril, 2006, Japão 30 de Agosto, 2006) [2][4]
  1. New Day Rising (feat. Leigh Nash)
  2. Solemn
  3. What the Rain Said
  4. Never Knew What Love Meant (feat. Leigh Nash)
  5. Moss Garden
  6. Anti Hero (feat. Lisa Loeb)
  7. Inland Sea
  8. Sea of Tranquility (feat. Leigh Nash)
  9. Superflat(Part II)
  10. Past Imperfect
  11. AA170
  12. Niji Musubi (虹結び) (Japan-only bonus track)
6. Genji Nostalgy 源氏ノスタルジー (Japão 5 de Dezembro, 2007) [2][4]
  1. Murasaki no Yukari, futatabi (紫のゆかり、ふたたび)
  2. erro em {{japonês}}: Texto em japonês ou romaji necessário (ajuda)
  3. Sen nen no Niji (千年の虹)
  4. Ranka (乱華)
  5. Na mo naki Hana (名もなき花)
  6. Asaki Yumemishi (浅キ夢見シ)

### DVD
1. "Utage~Rin' First Live Tour 2004 Jikū" (歌宴～Rin' First Live Tour 2004 "時空"～) (17 de Novembro, 2004)

### Outros
1. Rin` featuring m.c.A・T "Flashback" (31 de Agosto, 2005; usado no Kamen Rider Hibiki & The Seven Fighting Demons)
2. CROSSOVER JAPAN'05 CD/DVD (28 de Setembro, 2005)